# エイヴァル・ヴィドルンド
エイヴァル・フリーティオフ・ヴィトルンド（Eivar Fritiof Widlund、1906年6月15日 - 1968年3月31日）は、スウェーデン・エレブルー出身の元サッカー選手。現役時代のポジションはGK。
1934 FIFAワールドカップのスウェーデン代表のメンバーであり、クラブでは主にAIKソルナでプレーした。サッカーのみならず、卓球やアイスホッケーの選手としてAIKソルナでは選手登録されており、同クラブの陸上女子選手だったマイ・ヤコブソンと出会い、結婚した。